# Challenger Cup masculine de volley-ball
Pour les articles homonymes, voir Challenger Cup.
La Challenger Cup masculine de volley-ball (en anglais : Volleyball Men's Challenger Cup) est une compétition internationale de volley-ball masculin. Organisée par la FIVB, elle réunit des équipes provenant des cinq confédérations. Le premier tournoi a lieu en juin 2018 à Matosinhos au Portugal.
Pour les sélections de la Confédération européenne, elle représente la compétition intermédiaire entre la Ligue européenne et la Ligue des nations, et sert de tournoi qualificatif pour la Ligue des nations. 

## Histoire
La création du tournoi est annoncée en octobre 2017 par la FIVB, en même temps que la nouvelle Ligue des nations, à laquelle elle succède dans le calendrier international et pour laquelle elle sert de tournoi de qualification (en 2018 et 2019, la Challenger Cup a lieu avant les finales de la Ligue des nations, mais l'ordre est inversé en 2022). La Challenger Cup est un projet commun entre la FIVB, la société IMG et 21 fédérations nationales
La première édition a lieu à Matosinhos au Portugal en juin 2018 et voit l'équipe du Portugal s'imposer 3 sets à 1 en finale face à la Tchéquie. La Slovénie remporte le tournoi l'année suivante à domicile à Ljubljana. Initialement programmées à Gondomar au  Portugal, les éditions 2020 et 2021 sont annulées en raison de la pandémie de Covid-19. En 2022, Séoul est choisie pour organiser la compétition à la fin du mois de juillet 2022.

## Format

### Ancien format
Les six équipes qualifiées sont réparties en deux poules de trois équipes dans un format où elles se rencontrent une fois. Les deux premières équipes de chaque poule jouent les demi-finales où la première équipe de la poule A affronte la deuxième équipe de la poule B et inversement. Les deux équipes gagnantes s'affrontent en finale pour le titre de la Challenger Cup. L'équipe championne se qualifie pour la Ligue des nations de la saison suivante en tant qu'équipe challenger,.

### Nouveau format
Les huit équipes jouent des matches simples dans un format à élimination directe (quarts de finale, demi-finales et finale). L'équipe championne se qualifie pour la Ligue des nations de la saison suivante en tant qu'équipe challenger.

## Palmarès

### Résumé des résultats
| Année | Hôte                                                                                 |                                                                                      | Finale                                                                               | Finale                                                                               | Finale                                                                               |                                                                                      | Match pour la 3e place                                                               | Match pour la 3e place                                                               | Match pour la 3e place                                                               |                                                                                      | Équipes                                                                              |
| Année | Hôte                                                                                 | Champions                                                                            | Score                                                                                | Finaliste                                                                            | 3e place                                                                             | Score                                                                                | 4e place                                                                             |                                                                                      |                                                                                      |                                                                                      | Équipes                                                                              |
| ----- | ------------------------------------------------------------------------------------ | ------------------------------------------------------------------------------------ | ------------------------------------------------------------------------------------ | ------------------------------------------------------------------------------------ | ------------------------------------------------------------------------------------ | ------------------------------------------------------------------------------------ | ------------------------------------------------------------------------------------ | ------------------------------------------------------------------------------------ | ------------------------------------------------------------------------------------ | ------------------------------------------------------------------------------------ | ------------------------------------------------------------------------------------ |
| 2018  | Matosinhos                                                                           | Portugal                                                                             | 3–1                                                                                  | Tchéquie                                                                             | Estonie                                                                              | 3–0                                                                                  | Cuba                                                                                 | 6                                                                                    |                                                                                      |                                                                                      |                                                                                      |
| 2019  | Ljubljana                                                                            | Slovénie                                                                             | 3–0                                                                                  | Cuba                                                                                 | Biélorussie                                                                          | 3–1                                                                                  | Turquie                                                                              | 6                                                                                    |                                                                                      |                                                                                      |                                                                                      |
| 2020  | Éditions prévues à Gondomar au Portugal, annulées à cause de la pandémie de Covid-19 | Éditions prévues à Gondomar au Portugal, annulées à cause de la pandémie de Covid-19 | Éditions prévues à Gondomar au Portugal, annulées à cause de la pandémie de Covid-19 | Éditions prévues à Gondomar au Portugal, annulées à cause de la pandémie de Covid-19 | Éditions prévues à Gondomar au Portugal, annulées à cause de la pandémie de Covid-19 | Éditions prévues à Gondomar au Portugal, annulées à cause de la pandémie de Covid-19 | Éditions prévues à Gondomar au Portugal, annulées à cause de la pandémie de Covid-19 | Éditions prévues à Gondomar au Portugal, annulées à cause de la pandémie de Covid-19 | Éditions prévues à Gondomar au Portugal, annulées à cause de la pandémie de Covid-19 | Éditions prévues à Gondomar au Portugal, annulées à cause de la pandémie de Covid-19 | Éditions prévues à Gondomar au Portugal, annulées à cause de la pandémie de Covid-19 |
| 2021  | Éditions prévues à Gondomar au Portugal, annulées à cause de la pandémie de Covid-19 | Éditions prévues à Gondomar au Portugal, annulées à cause de la pandémie de Covid-19 | Éditions prévues à Gondomar au Portugal, annulées à cause de la pandémie de Covid-19 | Éditions prévues à Gondomar au Portugal, annulées à cause de la pandémie de Covid-19 | Éditions prévues à Gondomar au Portugal, annulées à cause de la pandémie de Covid-19 | Éditions prévues à Gondomar au Portugal, annulées à cause de la pandémie de Covid-19 | Éditions prévues à Gondomar au Portugal, annulées à cause de la pandémie de Covid-19 | Éditions prévues à Gondomar au Portugal, annulées à cause de la pandémie de Covid-19 | Éditions prévues à Gondomar au Portugal, annulées à cause de la pandémie de Covid-19 | Éditions prévues à Gondomar au Portugal, annulées à cause de la pandémie de Covid-19 | Éditions prévues à Gondomar au Portugal, annulées à cause de la pandémie de Covid-19 |
| 2022  | Séoul                                                                                |                                                                                      | Cuba                                                                                 | 3–1                                                                                  | Turquie                                                                              |                                                                                      | Corée du Sud                                                                         | 3–2                                                                                  | Tchéquie                                                                             |                                                                                      | 8                                                                                    |
| 2023  | Doha                                                                                 |                                                                                      | Turquie                                                                              | 3-1                                                                                  | Qatar                                                                                |                                                                                      | Ukraine                                                                              | 3-0                                                                                  | Chili                                                                                |                                                                                      | 8                                                                                    |

### Qualifications pour la Ligue des nations
| 2018 | Australie | Bulgarie | Canada | Seulement 4 équipes Challenger dans cette édition | Seulement 4 équipes Challenger dans cette édition | Corée du Sud | Portugal |       |  |         |
| 2019 | Australie | Bulgarie | Canada | Seulement 4 équipes Challenger dans cette édition | Seulement 4 équipes Challenger dans cette édition | Portugal     | Slovénie |       |  |         |
| 2022 | Chine     | Bulgarie | Canada | Pays-Bas                                          | Slovénie                                          | Australie    | Cuba     |       |  |         |
| 2023 |           | Bulgarie | Canada | Pays-Bas                                          | Slovénie                                          | Cuba         |          | Chine |  | Turquie |

### Tableau des médailles
| Rang  | Nation       | Or | Argent | Bronze | Total |
| ----- | ------------ | -- | ------ | ------ | ----- |
| 1     | Cuba         | 1  | 1      | 0      | 2     |
| 1     | Turquie      | 1  | 1      | 0      | 2     |
| 3     | Portugal     | 1  | 0      | 0      | 1     |
| 3     | Slovénie     | 1  | 0      | 0      | 1     |
| 5     | Tchéquie     | 0  | 1      | 0      | 1     |
| 5     | Qatar        | 0  | 1      | 0      | 1     |
| 7     | Estonie      | 0  | 0      | 1      | 1     |
| 7     | Biélorussie  | 0  | 0      | 1      | 1     |
| 7     | Corée du Sud | 0  | 0      | 1      | 1     |
| 7     | Ukraine      | 0  | 0      | 1      | 1     |
| Total | Total        | 4  | 4      | 4      | 12    |

### Apparitions
| Équipe                 | 2018 (6) | 2019 (6) | 2022 (8) | 2023 (8) | Total |
| Australie              | -        | -        | 5e       | -        | 1     |
| Biélorussie            | -        | 3e       | -        | -        | 1     |
| Chili                  | 6e       | 6e       | 8e       | 4e       | 4     |
| Chine                  | -        | -        | -        | 5e       | 1     |
| Corée du Sud           | -        | -        | 3e       | -        | 1     |
| Cuba                   | 4e       | 2e       | 1er      | -        | 3     |
| Égypte                 | -        | 5e       | -        | -        | 1     |
| Estonie                | 3e       | -        | -        | -        | 1     |
| Kazakhstan             | 5e       | -        | -        | -        | 1     |
| Portugal               | 1er      | -        | -        | -        | 1     |
| Qatar                  | -        | -        | 7e       | 2e       | 2     |
| République dominicaine | -        | -        | -        | 6e       | 1     |
| Slovénie               | -        | 1er      | -        | -        | 1     |
| Tchéquie               | 2e       | -        | 4e       | -        | 2     |
| Thaïlande              | -        | -        | -        | 7e       | 1     |
| Tunisie                | -        | -        | 6e       | 8e       | 2     |
| Turquie                | -        | 4e       | 2e       | 1er      | 3     |
| Ukraine                | -        | -        | -        | 3e       | 1     |

Légende
- Pays hôte
- Vainqueur
- Finaliste
- Médaillé de bronze

Q : Qualifié pour le tournoi à venir